# زنگوله‌ای
زنگوله‌ای (Onosma L) نام سرده‌ای (جنسی) پرگونه از گیاهان از تبار لیتوسپرما در خانواده گاوزبانیان (Boraginaceae) است. زنگوله‌ای‌ها از پیوسته‌گلبرگان چهارچرخه‌ای با تخمدان زبرین می‌باشند با ۱۵۰ گونه در آسیای مرکزی و مدیترانه در زیستگاه‌های خشک، آفتابی، صخره‌ای، سنگی و استپی رویش دارد
از گونه‌های آن می‌توان به این‌ها اشاره کرد:
- زنگوله‌ای سفید(هوه‌چوبه): Onosma echioides
- خوچوبه، یا زنگوله‌ای لوله‌باریک: Onosma stinosiphon
- زنگوله‌ای رگه‌دار: Onosma nervosum
- زنگوله‌ای تیغه‌ای: Onosma bulbotrichum
- زنگوله‌ای زرد: Onosma kotschyi
- زنگوله‌ای دنایی: Onosma microcarpum

## خواص درمانی
ریشه‌های این گیاهان به دلیل تجمع ماده داروئی شیکونین به رنگ قرمز بنفش است. شیکونین و مشتقات آن رنگدانه‌های قرمز رنگ از گروه نفتوکوئینون‌ها هستند. این ماده دارای خاصیت چربی دوستی بالایی است و در درجه حرارت بالا ناپایدار می‌باشد و تمایل به اکسید شدن و پلی‌مریزه شدن دارد.
شیکونین به علت دارا بودن خواص ضدالتهابی، در ترمیم زخم استفاده می‌شود. بطوریکه در طب سنتی چینی برای مدت‌های طولانی از ریشه این گیاهان برای درمان سوختگی‌ها، زخم‌های مقعد، بواسیر و زخم‌های پوستی استفاده میشود.